# Ceresium yoshinoi
Ceresium yoshinoi är en skalbaggsart som beskrevs av Masaki Matsushita 1935. Ceresium yoshinoi ingår i släktet Ceresium och familjen långhorningar. Inga underarter finns listade i Catalogue of Life.